# 斐迪南三世 (神圣罗马帝国)
斐迪南三世/四世（Ferdinand III，1608年7月13日—1657年4月2日），哈布斯堡王朝的神圣罗马皇帝（1637年-1657年在位），匈牙利国王（1625年-1657年）和波希米亚國王（1627年-1657年）。他也是奥地利大公和史泰利亞公爵，称斐迪南四世。
斐迪南三世是斐迪南二世的长子，生于格拉茨。他的母亲是斐迪南二世的第一任妻子巴伐利亚的玛丽亚·安娜。作为皇帝，他的统治主要是与震撼欧洲的三十年战争联系在一起。
在1634年帝国统帅阿尔布雷赫特·冯·瓦伦斯坦被皇帝指使的军官们杀害后，当时是奥地利大公的斐迪南被任命为参加三十年战争的帝国军队名义上的首脑。但是斐迪南在当时的宫廷中是属于主和派，他在促成帝国政府与德意志新教诸侯（尤其是萨克森）达成和解方面发挥了一些作用。斐迪南参与了1635年的布拉格和约谈判。
1637年父皇去世后，斐迪南三世继承了神圣罗马帝国的皇位。由于整个德意志已经在战争中弄得民尽财穷，斐迪南三世急切希望能与最主要的参战国瑞典及其财政上的支持者法国实现和平，即使不得不在宗教问题上作出让步。但是他不遂所愿。战火继续蹂躏了德国11年，直到双方都筋疲力尽，在1648年终于签署了威斯特伐利亚和约。

## 家庭
1631年，斐迪南與西班牙國王費利佩四世的妹妹也是其堂姐的瑪麗亞·安娜結婚，兩人共有2子1女：
1. 斐迪南（1633年—1654年），波希米亞和匈牙利國王
2. 瑪麗安娜（1634年—1696年），西班牙王后
3. 利奧波德（1640年—1705年），神聖羅馬皇帝

瑪麗亞·安娜於1646年去世。1648年，斐迪南與堂妹瑪麗亞·利奧波汀結婚，兩人的獨子卡爾·約瑟夫於1649年出生。
瑪麗亞·利奧波汀在產下卡爾·約瑟夫後即去世。1651年，斐迪南與艾蕾諾拉·貢扎加-尼維爾結婚，兩人共有兩個女兒：
1. 艾蕾諾爾·瑪麗亞·約瑟法（1653年—1697年），波蘭王后
2. 瑪麗亞·安娜·約瑟法（1654年—1689年），普法爾茨選侯約翰·威廉即位前的妻子